# Kardynałowie z nominacji Klemensa III
Papież Klemens III (1187-1191) w ciągu swego krótkiego pontyfikatu mianował co najmniej 24 nowych kardynałów. 17 z nich pochodziło z Rzymu lub okolic, w tym wielu z rzymskich rodzin arystokratycznych. W ten sposób Klemens III, sam również rzymianin, dokonał całkowitej zmiany struktury Świętego Kolegium, które od tej pory na kilka dziesięcioleci zostało zdominowane przez rzymian. Dzięki temu doszło do ściślejszego związania z kurią papieską rzymskiej elity, która w XII wieku często stawała w opozycji do papieży.
Nominacja kardynalska dla Niccolò Scolari, bratanka Klemensa III, to jeden z pierwszych tego rodzaju udokumentowanych przypadków papieskiego nepotyzmu.

## Nominacje 12 marca 1188 (I)
- Pierre de Blois, kanonik St.-Martin w Tours – kardynał prezbiter S. Clemente, zm. 23 listopada 1188
- Alessio Capocci, subdiakon S.R.E. – kardynał prezbiter S. Susanna, zm. 24 kwietnia 1189
- Giordano de Ceccano OCist, opat Fossanovy – kardynał prezbiter S. Pudenziana, zm. 23 lutego 1206
- Piotr – kardynał prezbiter S. Pietro in Vincoli, zm. 1191
- Pietro Gallocia, subdiakon S.R.E. – kardynał prezbiter S. Lorenzo in Damaso, następnie kardynał biskup Porto e S. Rufina (sierpień 1190), zm. 14 marca 1211
- Giovanni Malabranca – kardynał diakon S. Teodoro, zm. 1192
- Gregorio de San Apostolo – kardynał diakon S. Maria in Portico, zm. 1202
- Giovanni Felice – kardynał diakon S. Eustachio, następnie kardynał prezbiter S. Susanna (23 września 1189), zm. 1194
- Bernardo CanReg – kardynał diakon S. Maria Nuova, następnie kardynał prezbiter S. Pietro in Vincoli (20 lutego 1193), zm. 1204
- Gregorio Crescenzi, kanonik bazyliki watykańskiej – kardynał diakon S. Maria in Aquiro, następnie kardynał prezbiter S. Vitale (23 grudnia 1200), zm. 11 maja 1208
- Bobo – kardynał diakon S. Giorgio, zm. 1188

## Nominacja w listopadzie 1188 (II)
- Roffredo dell’Isola OSB, opat Montecassino – kardynał prezbiter Ss. Marcellino e Pietro, zm. 30 maja 1210

## Nominacja w maju 1189 (III)
- Giovanni Lombardo, biskup Toscanella – kardynał prezbiter S. Clemente, następnie kardynał biskup Albano (17 kwietnia 1199), zm. w grudniu 1210

## Nominacja w sierpniu 1190 (IV)
- Ruffino, biskup Rimini – kardynał prezbiter S. Prassede, zm. 1191

## Nominacje 22 września 1190 (V)
- Cinzio Cenci – kardynał diakon Świętego Kościoła Rzymskiego, następnie kardynał prezbiter S. Lorenzo in Lucina (22 grudnia 1190), kardynał biskup Porto e S. Rufina (25 marca 1217), zm. 1217
- Guido Papareschi, rektor bractwa przy S. Maria in Trastevere – kardynał diakon Świętego Kościoła Rzymskiego, następnie kardynał prezbiter S. Maria in Trastevere (22 grudnia 1190), kardynał biskup Palestriny (27 maja 1206), zm. 1221.
- Romano, primicerius S.R.E. – kardynał diakon Świętego Kościoła Rzymskiego, następnie kardynał prezbiter S. Anastasia (22 grudnia 1190), zm. 1194
- Gregorio Carelli, kanonik bazyliki watykańskiej – kardynał diakon S. Giorgio, zm. 30 maja 1211
- Lotario Conti di Segni, subdiakon S.R.E., kanonik bazyliki watykańskiej – kardynał diakon Ss. Sergio e Bacco; od 8 stycznia 1198 papież Innocenty III, zm. 16 lipca 1216
- Gregorio Bobone – kardynał diakon S. Angelo, zm. 1202
- Niccolò Scolari, bratanek papieża – kardynał diakon Świętego Kościoła Rzymskiego, następnie kardynał diakon S. Lucia in Orthea (22 grudnia 1190), kardynał diakon S. Maria in Cosmedin (1191), zm. 1200
- Giovanni di Salerno OSB – kardynał diakon Świętego Kościoła Rzymskiego, następnie kardynał prezbiter S. Stefano in Celiomonte (22 grudnia 1190), zm. 1208

## Nominacje 22 grudnia 1190 (VI)
- Ugo, kanonik bazyliki watykańskiej – kardynał prezbiter Ss. Silvestro e Martino, zm. 9 marca 1206
- Egidio de Anagnia – kardynał diakon S. Nicola in Carcere, zm. w październiku 1194